# Antonov An-225
An-225 Mrija (NATO-rapporteringsnavn Cossack) var et sovjetisk designet 6-motorers transportfly bygget af Antonov i den ukrainske SSR. An-225 deler motorer med den 4-motorede lillebror Antonov An-124.
Flyet var verdens største transportfly og dermed det største fly generelt. Der er kun bygget et komplet eksemplar. Selskabet er et foretagende, der stiftedes i 1989, da Sovjetunionen begyndte at prøve på at tjene penge fra dens militære ejendom.
An-225 var også det tungeste fly, der nogensinde er produceret. Grunden til at det ikke også er det største er, at definitionen på størrelse af fly afhænger af, hvordan man måler. Howard Hughes' Spruce Goose havde nemlig et større vingefang. Men Spruce Goose lettede kun én gang, og den fløj ikke mere end et par meter over jorden. Således er An-225 det største fly, der nogensinde er lettet mere end én gang.
Antonovs andet eksemplar af An-225 blev kun halvfærdigt, før produktionen stoppede og flyet sendt på lager. Bygningsprocessen genoptoges i september 2006, da Antonov Airlines indså, at behovet for An-225'ere var større end bare ét fly. Bygningen af dette fly indstilledes igen i 2008.
An-225 har bl.a. været anvendt til at transportere den russiske rumfærge Buran – som ikke bruges mere – og en 189 ton generator til et kraftværk i Armenien.
An-225 havde to halefinner. Dette skyldes, at sideroret ville være for ineffektivt, hvis det var anbragt på en enkelt halefinne, mens man fløj rundt med en rumfærge. Fordi An-225 netop byggedes med denne hensigt, valgtes dette design.
Angiveligt skulle flyet være blevet ødelagt ved en brand forårsaget af russiske styrker, den 27. februar 2022. En af de sidste flyvninger gik fra Billund til Hostomel den 5. februar 2022.

## Specifikationer
| Motortype                  | Turbofan ZMKB Progress D-18        |
| Antal motorer              | 6                                  |
| Trykkraft                  | 229 kN                             |
| Besætning                  | 6                                  |
| Maksimal last              | 250.000 kg                         |
| Længde                     | 84 m                               |
| Vingefang                  | 88,40 m                            |
| Højde                      | 18,1 m                             |
| Vingeareal                 | 905,0 m²                           |
| Tomvægt                    | 285.000 kg                         |
| Maksimal takeoffvægt       | 640.000 kg                         |
| Nødvendig startbanelængde  | 3.500 m (11.500 fod) med fuld last |
| Tophastighed               | 850 km/t (460 knob)                |
| Marchhastighed             | 750 km/t (400 knob)                |
| Rækkevidde (med fuld tank) | 14.000 km                          |
| Rækkevidde (med fuld last) | 4.000 km                           |
| Maksimal flyvehøjde        | 10.000 m (33.000 fod)              |
| Moment/vægt-forhold        | 0,234                              |